# Юридический факультет ЮФУ
Юридический факультет ЮФУ — один из старейших вузов на Северном
Кавказе, где осуществляется подготовка специалистов в области юриспруденции широкого профиля для правоохранительных органов, органов суда, государственной власти и местного самоуправления.

## История факультета

### Варшавская предыстория
Непосредственными предшественниками юридического факультета стали первые высшие учебные заведения, открытые в Варшаве в 1808 и 1809 гг.: это были юридическая школа с
присоединенной к ней в 1811 г. школой административных наук и школа медицинская.
Несмотря на то что Школа права и администрации пользовалась популярностью у польской
молодежи (на протяжении семи лет её существования в неё поступило 845 человек), её
эффективность была незначительной. Её окончили всего 92 студента и 14 выпускников
университетов и заграничных школ.

### Юридический факультет Варшавского (Королевского) университета
В составе учрежденного указом Александра I от 19 ноября 1816 г. Королевского Варшавского университета, ставшего преемником Школы права и администрации был факультет права и администрации. Его деканом стал профессор Ян Бандтке. Факультет расположился в здании Казимировского дворца, служившего некогда для летнего пребывания короля Яна Казимира.
Языком преподавания был польский, и только некоторые лекции читались на латинском языке (по римскому и естественному праву). Юридический факультет состоял из двух отделений: на отделении права курс был трехлетний, на отделении административных наук — двухлетний. Посещение лекций было обязательным. Среди наиболее ярких фигур факультета права и администрации следует назвать Ф. Скарбека, Ф. К. Шанявского, В. А. Мацеёвского и Р. Хубе. За 13 лет существования юридического факультета королевского университета его закончили 1880 человек, в том числе 757 магистров. По этим показателям юридический факультет опередил все остальные факультеты университета. После подавления ноябрьского восстания поляков 1831 г. Варшавский Александровский (королевский) университет был закрыт и Польша лишилась высшей юридической школы на 30 лет.

### Факультет права и администрации Главной Школы
В составе открытой в 1862 г. Главной Школы (Szkola Glоwna), чисто польского учебного заведения, с относительно либеральным уставом и скромным штатом и бюджетом, был учрежден факультет права и администрации. В течение семи лет существования Главной Школы на посту декана юридического факультета сменились последовательно Я. К. Воловский, В. Дуткевич и И. Кашница. Среди преподавателей Главной школы было немало звезд польской юридической науки: И. В. Кашница, В. Дуткевич, Ф. Мацеёвский, Я. Шимановский и Я. К. Воловский, И. Хвалибог, В. Голевинский, С. М. Будзинский, В. В. Микляшевский, Т. Дыдынский, А. Окольский. Уже в царском рескрипте, на имя наместника Царства Польского от 30 августа 1864 г. указывалось на необходимость преобразования Главной школы в Варшавский (русский) университет, с распространением на него всех прав и преимуществ, которые предоставлены российским университетам. Указ о преобразовании был издан в 1867 г., но его осуществление
затянулось на два года. Главная Школа была ликвидирована под конец 1868/69 академического
года. Автономия, представленная в значительной доле университетам империи общим
университетским Уставом 1863 г., применительно к Варшавскому университету ограничивалась
во многих отношениях.

### Юридический факультет Варшавского императорского университета
В составе созданного 8 июня 1869 г. Императорского Варшавского университета был утвержден юридический факультет, который изначально и в течение всего времени
существования университета был крупнейшим (хотя в отдельные годы он уступал по численности
только медицинскому факультету). При открытии юридического факультета было замещено 9
кафедр: энциклопедии юридических и политических наук (О. В. Кашница); римского права (Ф. М.
Дыдынский); государственного права (А. К. Бялэцкий); гражданского права (В. И. Голевинский) гражданского судоустройства и судопроизводства (И. К. Хвалибог); уголовного права (С. М. Будзинский); уголовного судоустройства и судопроизводства (В. В. Микляшевский); полицейского права (А. С. Окольский); политэкономии и статистики (М. Ф. Шимановский). Теперь
профессора-поляки обязаны были преподавать на русском языке и, кроме того, в течение 3 лет
должны были защитить докторские диссертации в каком-либо из российских университетов, независимо от наличия у них докторских дипломов западноевропейских университетов (к примеру, Кашница был доктором права Венского университета, Бялецкий, Дыдынский и Микляшевский — Гейдельбергского университета (Германия), А. Окольский — Йенского университета (Германия). Первым деканом юридического факультета стал профессор С. М. Будзинский. Первым русским деканом стал профессор Д. Я. Самоквасов (избран в 1887 г.). Профессорский состав юридического факультета Варшавского университета был преимущественно польским до 1886/1887 академического года, потом большинство преподавателей составляли русские, и лишь после 1908 г., когда университет открылся после трёхлетнего перерыва, профессура юрфака была по национальному составу исключительно русской. Среди русских профессоров юридического факультета было немало «звезд». Достаточно назвать некоторых: Ф. Ф. Зигель — учёный европейского масштаба, крупнейший специалист по истории славянского права, член Чешской Академии наук; Ф. И. Леонтович — один из виднейших в России специалистов в области истории русского права; Ф. К. Горб-Ромашкевич — единственный в России крупный исследователь и специалист по правовым проблемам земельного кадастра; Д. Я. Самоквасов — оригинальнейший историк и выдающийся археолог; Д. И. Азаревич — один из лучших знатоков римского права в России; В. В. Есипов — крупный криминалист и «Нестор» Варшавского университета; Ф. В. Тарановский — крупнейший специалист теории, методологии и философии и истории права европейского уровня; ученый такого же масштаба, выдающийся теоретик и философ права Е. В. Спекторский; В. Н. Александренко — блестящий международник; известный государствовед А. Л. Блок, а также его ученик — выдающийся правовед, социолог, основатель социально-психологической школы права М. А. Рейснер.

В результате революционных событий 27 октября (9 ноября) 1905 юридический факультет был «временно» закрыт. После подавления революции, общественного движения на окраинах, в том числе и в «Привислинском крае», некоторой стабилизации положения в последнем правительство нашло возможным возобновить деятельность юридического факультета Варшавского университета с 1 сентября 1908 г.. На юридическом факультете потери в 1905-1908 гг. были просто фатальными — уволились Ф. Тарановский (ушёл в Демидовский лицей), А. Горбунов (перешёл в Московский университет), в университет Св. Владимира (Киев) перевёлся Г. В. Демченко. К этому следует добавить и потери, связанные со смертью сразу нескольких ведущих профессоров — Симоненко, Горб-Ромашкевича, Александренко, чуть позже — Блока.
Несмотря на то, что после открытия университета в 1908 г. на факультет вернулись Зигель, Спекторский, Трепицын, Блок, добавился новичок экстраординарный профессор П. В. Верховской,
в 1909/1910 академическом году 7 кафедр юридического факультета оставались вакантными.
Только через 3-4 года состав факультета стал восстанавливаться в связи с приходом молодёжи (В. В. Топор-Рабчинский, А. В. Соловьев) и опытных профессоров из других университетов — В. А.
Гагена, И. А. Малиновского, В. А. Савальского.

### Эвакуация юридического факультета
В конце июня 1915 г. юридический факультет Варшавского университета был эвакуирован в
Москву (его канцелярия располагалась в одном из корпусов Московского университета), где его
пребывание не было столь продолжительным, — всего-навсего до 15 сентября, после чего его путь
пролег на юг страны в Ростов-на-Дону. 12 августа 1915 г. Совет Варшавского университета на своем экстренном заседании принял решение о переезде в г. Ростов-на-Дону. Несколько недель
спустя это решение было воплощено в жизнь. Из Варшавы в Ростов вместе с университетом
переехал весь состав преподавателей юридического факультета. Это были: профессора Ф. Ф.
Зигель (декан факультета, преподавал историю славянских законодательств), В. В. Есипов
(уголовное право), П. В. Верховской (церковное право), В. А. Овчинников (международное право),
И. А. Малиновский (история русского права), В. А. Гаген (полицейское право), доценты В. В.
Топор-Рабчинский (энциклопедия политических и юридических наук), А. А. Вилков (финансовое право) и Б. В. Чредин (римское право). В 1917 г. к ним присоединятся в Ростове профессор А. А.
Алексеев (государственное право), Т. М. Яблочков (гражданское судопроизводство) и Г. М.
Колоножников (гражданское право), в 1920 г. — профессор А. М. Ладыженский, С. И. Живаго и
А. Э. Кристер (энциклопедия и история философии права), начнет преподавать совсем молодой
бывший профессорский стипендиат А. В. Соловьев, переехавший в Ростов из Варшавы вместе с
университетом. План преподавания на юридическом факультете в первый год пребывания в
Ростове выглядел следующим образом (кафедры с указанием учебных курсов):

1. Энциклопедия права:

а) энциклопедия юридической и политической науки;

b) история философии права.

2. История русского права.

3. История славянского законодательства в сравнении с обзором других законодательств:
древних и новых.

4. Римское право:

а) история римского права;

б) догматика римского гражданского права.

5. Византийское право.

6. Государственное право:

а) теория государственного права;

б) государственное право важнейших иностранных государств;

в) русское государственное право.

7. Гражданское право и гражданское судопроизводство.

8. Уголовное право и уголовное судопроизводство.

9. Полицейское право:

а) учение о безопасности (законы благочиния);

б) учение о благосостоянии (законы благоустройства).

10. Финансовое право:

а) теория финансов;

б) русское финансовое право.

11. Международное право.

12. Политэкономия и статистика.

Также преподавалось церковное право.

В 1918/1919, а также 1919/1920 академическом году, предшествовавшему его закрытию, появились некоторые новые курсы: введение в социологию (читал Ф. Ф. Зигель), государственное самоуправление, автономия и федерация (А. А. Алексеев) и в курсе истории философии права выделялся особо раздел «история политических учений в России» (А. В. Соловьев)

### Юридический факультет Донского университета
5 (18) мая 1917 Временное правительство приняло постановление № 1227, согласно которому с 1 (14) июля 1917 в городах Ростове-на-Дону и Нахичевани-на-Дону был учреждён Донской университет в составе четырёх факультетов: историко-филологического, физико-математического, юридического и медицинского. Этим же постановлением Варшавский университет был упразднён с переводом всех студентов и всего профессорско-преподавательского и административного состава в Донской университет.

### Юридико-политическое отделение Факультета общественных наук Донского государственного университета
В январе 1920 г. в Ростове-на-Дону установилась советская власть.
На заседании Совета юридического факультета 11 августа 1920 г. было принято решение: «На основании п. 4 Постановления Донисполкома о высшей школе от 6 августа 1920 г. и, применительно к
Положению о факультете общественных наук, утвержденному НКПросом 3 марта 1919 г., юридический факультет считает своим долгом ходатайствовать о скорейшем преобразовании его в Ф. О. Н. с подразделением его на три отделения: юридико-политическое, экономическое и историческое. На означенных отделениях вводятся кафедры, применительно к кафедрам, существующим в Воронежском и др. университетах».
ФОН ДГУ был организован по подобию аналогичных учреждений других университетов. Правда, первоначально открыли лишь правовое отделение, ибо для экономического не нашлось нужного количества специалистов, и оно начало функционировать чуть позже.
При создании ФОНа его деканом был назначен бывший декан только что закрытого юридического факультета профессор Ф. Ф. Зигель.
16 ноября 1920 г. состоялось избрание нового состава президиума и декана. Ф. Ф. Зигель отказался баллотироваться в новый состав, и деканом факультета был избран профессор С. Ф. Кечекьян. В дальнейшем деканами ФОНа назначались и. о. профессора Е. А. Черноусов (октябрь 1921 г.), профессор А. А. Алексеев (апрель 1922 г.), профессор Л. Д. Тарасов (1923 г.), профессор И. Т.
Филиппов. На долю последнего выпала печальная участь закрытия правового, а затем и экономического отделения ФОНа ДГУ. На правовое отделение ФОНа перешли практически все преподаватели бывшего юридического факультета (Ф. Ф. Зигель, П. И. Лященко, Т. М. Яблочков, А. А. Алексеев, А. М. Ладыженский, В. В. Есипов, В. А. Гаген, Г. М. Колоножников, В. А. Овчинников, А. Э. Кристер), за исключением арестованного летом профессора истории русского права И. А. Малиновского, а также профессора церковного права П. В. Верховского. Последний стал настоятелем Ростовского кафедрального собора и был отстранён от занятий, согласно декрету об отделении церкви от государства. Ходатайство Совета факультета, направленное во ВЦИК, о разрешении профессору Верховскому продолжить преподавание было отклонено. (Осенью 1920 г. он также был арестован и в 1923 г. приговорён, как и И. А. Малиновский, к смертной казни, заменённой лишением свободы).
В мае 1920 г. на факультет пришёл бывший приват-доцент Московского университета С. И. Живаго. Ему было поручено читать «необязательный», но весьма интересный и необычный курс «Право и нравственность (Избранные проблемы в исторической перспективе, в связи с жизнью и действительностью)». В марте того же года в свой родной город командируется из Саратова профессор местного университета С. Ф. Кечекьян (в будущем — выдающийся ученый-юрист). Он стал читать курсы истории политических учений Запада в новое время и истории политической мысли в России. В ноябре 1920 г. его избирают деканом ФОНа Донского университета. Также на факультет поступает молодой преподаватель Б. А. Ландау, успешно сдавший магистерский экзамен в Донском университете в 1916 г.
В ноябре 1923 г. на правовое отделение ФОНа поступил старый большевик, бывший профессор Томского университета И. Т. Филиппов. Он быстро выдвинулся на руководящие посты — становится деканом ФОНа, членом правления университета, проректором по научной работе. В отсутствие ректора он неоднократно выполнял его обязанности. Постановление Совета Народных Комиссаров РСФСР № 54 от 8 августа 1924 г., внесло изменения в сеть вузов страны, указав, в частности: «…Факультеты общественных наук Ростовского и Саратовского университетов закрыть. Приём на ликвидированные отделения и факультеты прекратить в текущем году.
Слушатели ликвидируемых высших учебных заведений и факультетов размещаются в других учебных заведениях, в соответствии с избранными каждым из них для изучения
специальностями». Подписал это постановление Председатель СНК Рыков.

### Юридический факультет Ростовского государственного университета
На основании постановления ЦК ВКП(б) от 5 октября 1946 г. 5 ноября того же года
министерство высшего образования СССР издало приказ о мероприятиях по реализации этого
постановления, где, в частности, был установлен график открытия новых юридических факульте-
тов: в РГУ это должно было произойти в 1949 г. 11 апреля 1947 г. был издан приказ министра
высшего образования СССР № 283, согласно которому в Ростовском государственном
университете им. В. М. Молотова открывался с 1 сентября того же года юридический факультет. Первым деканом факультета был утвержден Михаил Александрович Тарасов. На факультет
пришли также два «старых» профессора Д. М. Каушанский и Г. М. Колоножников, работавший ещё
на юридическом факультете Донского университета и правовом отделении ФОНа. Первый стал
заведующим единственной кафедрой (теории и истории государства и права) и читал истории государства и права России, теорию права. Второй преподавал всеобщую историю государства и
права и государственное право иностранных государств. Цивилистические дисциплины
преподавал М. А. Тарасов. В 1948/1949 учебном году на факультете были открыты ещё две новые
кафедры — гражданского права и процесса и уголовного права и процесса, а также была создана
криминалистическая лаборатория. Состав преподавателей-юристов увеличился: на факультет
поступили на работу и стали преподавать — и истории государства и права СССР — преподаватель
П. А. Соловьев (ему помогал профессор-историк М. В. Клочков); уголовное право — перешедший из
Львовского университета профессор Н. Н. Паше-Озерский и преподаватель Р. К. Степанова;
уголовный процесс — преподаватель И. И. Малхазов; гражданский процесс и семейное право -
преподаватель Л. Э. Ландсберг. Ещё спустя год на факультет пришли преподаватель, кандидат
юридических наук Н. С. Лазарева (советское государственное право) и доцент К. М. Симис
госправо стран народной демократии). Доцент юридического факультета Азербайджанского госу-
ниверситета Н. М. Минасян стал совершать свои знаменитые вояжи из Баку в Ростов. Когда он
приезжал сюда два раза в год на короткое время (обычно одна неделя), то все иные занятия на
потоке отменялись, и он один читал все это время лекции по международному публичному праву.

Тогда же факультет встал на путь привлечения практических работников к чтению лекций:
среди лекторов можно было увидеть члена Ростовского областного суда В. Е. Чугунова (в 1950 г.
он перешел на постоянную работу на факультет, вел занятия по судоустройству и
криминалистике), заместителя прокурора СКВО Ф. А. Томасевича. Наконец, в
1950/1951 учебном году, когда был уже полный комплект студентов на пяти курсах,
преподавательский корпус факультета пополнился молодыми преподавателями: пришедшим с
партийной работы П. Т. Некипеловым (он сразу был назначен заведующим кафедрой теории и
истории государства и права и стал деканом факультета, сменив М. А. Тарасова) — читал курс
теории государства и права, и В. В. Шапошниковым, бывшим адвокатом (криминалистика).
Уже в 1949 г. была открыта аспирантура по кафедре уголовного права; ряд молодых
преподавателей факультета, пришедших с практической работы и не имевших ученых званий,
получили, благодаря факультету, право на сдачу кандидатских минимумов в Ростове (среди них
были Чугунов, Малхазов, Добрынин, Томасевич, Некипелов). Двое последних в том же году, сдаввсе «минимумы», приступили к написанию кандидатских диссертаций. Два ростовских юриста (Чернов и Матвеев) готовились к защите диссертаций в Москве, и двое ростовчан — аспирантов
московских юридических вузов (И. Ф. Рябко и Филин) готовились пополнить преподавательский
состав факультета. Кроме того, над докторскими диссертациями работали М. А. Тарасов и Н. Н.
Паше-Озерский. Борьба с «безродным космополитизмом», «объективизмом» и преклонением
перед «загнивающим Западом» обернулась для доцента К. М. Симиса и преподавателя В. В.
Шапошникова увольнением в 1951 г., в связи с тем, что в лекциях ими были «допущены ошибки
принципиального характера (элементы объективизма и аполитичности)». В 1948 и 1950 гг.
были уволены первые профессора факультета, «старые специалисты» Д. М. Каушанский и Г. М.
Колоножников. В их лекциях были замечены методологические ошибки и преклонение перед
«буржуазной растленной наукой». Ещё один блестящий специалист Л. Э. Лансберг, лекции которого студенты слушали, затаив дыхание, был в 1950 г. уволен. Поводом послужили, как
отмечалось в официальных бумагах, «грубые политические ошибки при изложении на лекции по
семейному праву оснований издания Указа Президиума Верховного Совета СССР от 8 августа
1944 г.» В 1947 г. на факультет был произведен первый набор — 75 человек на 1-й курс и ещё 25 студентов Ростовского филиала ВЮЗИ — сразу на второй. Первый выпуск студентов
юридического факультета РГУ произошел в 1951 г., спустя четыре года после открытия. Это было
связано с тем, что, как указывалось выше, 25 студентов Ростовского филиала ВЮЗИ были
зачислены сразу на второй курс. По итогам госэкзаменов и предыдущей учёбы четверо
выпускников были удостоены дипломов с отличием. Ими стали Е. М. Акопова (в последующем -
доктор юридических наук, профессор и заведующая кафедрой предпринимательского права РГУ),
Л. А. Гельфанд (в последующем — известнейший ростовский адвокат, награжденный золотой
медалью имени Ф. Н. Плевако), Н. Н. Козельский (впоследствии работал преподавателем
юридического факультета РГУ), Б. Г. Рубин (долгие годы работал доцентом кафедры
политической экономии РГУ, преподавал этот предмет на юрфаке РГУ). Тогда же состоялось
и первое распределение «молодых специалистов» — выпускников юрфака: в РГУ было оставлено 5
выпускников, в органы МГБ направлено 7 человек, в органы юстиции — 5, прокуратуры — 9
человек. Двое по неизвестным истории причинам не были распределены. На следующий год
состоялся выпуск студентов, прошедших полную — пятилетнюю — подготовку на юридическом
факультете.

### Юридический факультет Южного федерального университета
В 2006 г. Ростовский государственный университет вошел в состав университета нового типа
— Южного федерального университета (наряду с Таганрогским радиотехническим институтом,
Ростовским архитектурным институтом и Ростовским педагогическим институтом). В отличие от
некоторых других факультетов, имевших «дублеров» в объединившихся вузов и вынужденных
подвергнуться кадровым потрясениям, юридический факультет пережил эти крутые структурные
изменения относительно безболезненно, продолжив свою работу на прежнем месте и в прежнем
качестве. В рамках выделенного периода произошло важное событие: сменилось руководство
факультета: после профессора Гайкова В. Т., пребывавшего на посту декана самый
продолжительный, по сравнению с предшественниками, период — 18 лет (1989—2007 гг.), в
январе 2008 г. на этот пост была избрана С. М. Лях. В 2011 г. был проведен первый набор студентов-бакалавров. Соответственно, в 2015 г. состоялся первый выпуск «юристов-бакалавров» и последний — «специалистов» права.

## Образовательный процесс
Образовательный процесс на юридическом факультете осуществляется
по образовательным программам высшего образования — программам
бакалавриата (4 года) и магистратуры (2 года). C 2011 г. в соответствии с
Болонской системой (Болонский_процесс)
факультет перешел на двухуровневую систему подготовки кадров по
направлению «Юриспруденция»). Такая подготовка осуществляется в очной,
очно-заочной и заочной формах обучения.

Учебный процесс в рамках подготовки бакалавров основывается на
сочетании современных образовательных технологий и воспитательных
методик с целью формирования профессиональных и личностных качеств у
обучающихся. Учебный процесс реализуется в условиях применения
балльно-рейтинговой системы оценивания знаний обучающихся.

Перечень программ магистратуры, представленных на юридическом
факультете ЮФУ, позволяет получить знания права, необходимые для
юристов высокого уровня и широкого профиля с учётом и потенциальной
практической заинтересованности обучающихся.

Магистерские программы, реализуемые на юридическом факультете:

Очная форма обучения:
- «Частное право и цивилистический процесс»
- «Юрист в сфере уголовного судопроизводства»
- "Юрист в сфере публичной власти"
- "Инновационная юриспруденция"

Очно-заочная форма обучения:
- «Юрист в сфере уголовного судопроизводства»

Заочная форма обучения:
- «Частное право и цифровое право»

Юридический факультет ЮФУ осуществляет также образовательную
деятельность по программам подготовки научно-педагогических кадров в
аспирантуре (очная форма обучения). Есть также докторантура.

Дополнительное образование представлено программами повышения квалификации:
- Актуальные вопросы адвокатской практики.
- Актуальные проблемы нотариальной практики.
- Актуальные проблемы страхового права.
- Основные начала адвокатской деятельности .
- Судебная экспертиза.

## Деканы юридического факультета
Деканы юридического факультета до переезда из Варшавы в Ростов-на-Дону (1-14), после переезда (15-29):
1. Ян Винценты Бандтке — (1808—1816 — Директор Школы права и административных наук; 1816—1831 — Декан Факультета права и административных наук).
2. Ян Кант Воловски — (1862—1863).
3. Валентин Дуткевич — (1863—1867).
4. Юзеф Кашница — (1867—1869).
5. Станислав Будзинский — (1869—1872).
6. Владислав Холевиньский — (1872—1878).
7. Юзеф Кашница — (1878—1887).
8. Дмитрий Яковлевич Самоквасов — (1887—1892).
9. Григорий Фёдорович Симоненко — (1892—1900).
10. Фёдор Фёдорович Зигель — (1900—1905).
11. Феодосий Кузьмич Горб-Ромашкевич  — (1905—1907)[42].
12. Александр Львович Блок — (1908—1909).
13. Иван Николаевич Трепицын — (1910—1911).
14. Зигель Федор Федорович — (1911—1915).
15. Зигель Федор Федорович — Декан юридического факультета императорского Варшавского университета в Ростове-на-Дону — (1915—1917 гг.) и Донского университета — (1917—1920 гг.).
16. Кечекьян Степан Федорович — Декан факультета общественных наук Донского университета в 1920—1922 гг.
17. Филиппов Иннокентий Тимофеевич — Декан факультета общественных наук Донского университета в 1923—1924 гг.
18. Тарасов Михаил Александрович — Декан юридического факультета Ростовского государственного университета в 1947—1950 гг.
19. Некипелов Павел Трофимович — Декан юридического факультета Ростовского государственного университета в 1950—1952 гг.
20. Чугунов Владимир Евгеньевич — Декан юридического факультета Ростовского государственного университета в 1952—1957 гг.
21. Рябко Иван Федорович — Декан юридического факультета РГУ в 1955—1956 и 1969—1975 гг.
22. Филиппов Евгений Иванович — Декан юридического факультета Ростовского государственного университета в 1957—1958 гг. и 1966—1968 гг.
23. Гужин Александр Тихонович — Декан юридического факультета Ростовского государственного университета в 1959—1966 гг.
24. Коркмасова Кити Джелаловна — Декан юридического факультета Ростовского государственного университета в 1975—1977 гг.
25. Ржевский Владимир Алексеевич — Декан юридического факультета РГУ в 1977—1984 гг.
26. Пушкаренко Александр Анатольевич — Декан юридического факультета Ростовского государственного университета в 1984—1989 гг.
27. Гайков Виктор Тимофеевич — Декан юридического факультета Ростовского государственного университета в 1989—2007 гг.
28. Лях Светлана Михайловна — Декан юридического факультета Южного федерального университета в 2007—2013 гг.
29. Зиновьев Игорь Петрович 6 декабря 2013 г. решением Ученого совета Южного федерального университета избран на должность декана юридического факультета Южного федерального университета.